# Protaetia neglecta
Protaetia neglecta är en skalbaggsart som beskrevs av Hope 1831. Protaetia neglecta ingår i släktet Protaetia och familjen Cetoniidae. Inga underarter finns listade i Catalogue of Life.